# Pape Diop
Papakouly Diop (Kaolack, 19 de marzo de 1986) es un exfutbolista senegalés, naturalizado francés, que jugaba de centrocampista.

## Trayectoria
Nacido en Kaolack, se trasladó pronto a Francia, y jugó para el Stade Rennais F. C. en categoría juvenil. Debutó con el primer equipo el 5 de agosto de 2006, en una derrota por 1-2 en casa contra el Lille O. S. C. en el primer partido de la temporada de la Ligue 1. En el verano de 2006 se incorporó al Tours F. C., siendo relegado a la Ligue 2 en su primera temporada.
El 31 de enero de 2008 firmó con el Gimnàstic de Tarragona de la Segunda División de España. Después de una temporada y media con los catalanes se trasladó a la Primera División con el Racing de Santander, por 1.5 millones de €. Debutó en Primera División el 12 de septiembre de 2009 contra el Atlético de Madrid en el Estadio Vicente Calderón.
Marcó su primer gol con el Racing de Santander el 21 de enero de 2010 en el partido de ida de los cuartos de final de la Copa del Rey frente al Club Atlético Osasuna en los Campos de Sport de El Sardinero. Y fue contra el mismo Osasuna 2 meses exactos después, cuando anotaría su primer gol en liga el 21 de marzo en el Estadio Reyno de Navarra.
El 19 de julio de 2012 se hizo oficial su fichaje por el Levante U. D. El 4 de mayo de 2014 estuvo sometido a cánticos racistas, de una sección de aficionados del Atlético de Madrid, y ofreció una respuesta bailando delante de esos aficionados tras vencer su club por 2-0.
Tras quedar libre, fichó por el R. C. D. Espanyol el 31 de agosto de 2015. En diciembre de 2017, tras rescindir su contrato, se marchó a la S. D. Eibar, donde permaneció hasta junio de 2021 coincidiendo con el descenso de categoría.
El 20 de agosto del mismo año firmó por la U. D. Ibiza. Estuvo un par de campañas y el 30 de junio de 2023 se desvinculó del club. El siguiente mes de marzo, y tras más de 500 partidos durante su carrera, anunció su retirada.

## Selección nacional
Fue internacional sub-17 y sub-21 con Senegal debutando el 17 de noviembre de 2010 con la selección absoluta en la victoria de Senegal por 2-1 frente a Gabón.

## Estadísticas
Actualizado al último partido jugado en su carrera.
| Club                            | Div.          | Temporada     | Liga  | Liga  | Copa  | Copa  | Europa | Europa | Total | Total |
| Club                            | Div.          | Temporada     | Part. | Goles | Part. | Goles | Part.  | Goles  | Part. | Goles |
| ------------------------------- | ------------- | ------------- | ----- | ----- | ----- | ----- | ------ | ------ | ----- | ----- |
| Stade Rennes F. C. Francia      | 1.ª           | 2006-07       | 1     | 0     | 0     | 0     | ―      | ―      | 1     | 0     |
| Stade Rennes F. C. Francia      | Total club    | Total club    | 1     | 0     | 0     | 0     | 0      | 0      | 1     | 0     |
| Tours F. C. Francia             | 2.ª           | 2006-07       | 18    | 3     | 1     | 0     | ―      | ―      | 19    | 3     |
| Tours F. C. Francia             | 3.ª           | 2007-08       | 18    | 0     | 4     | 0     | ―      | ―      | 22    | 0     |
| Tours F. C. Francia             | Total club    | Total club    | 36    | 3     | 5     | 0     | 0      | 0      | 41    | 3     |
| Gimnàstic de Tarragona · España | 2.ª           | 2007-08       | 13    | 0     | ―     | ―     | ―      | ―      | 13    | 0     |
| Gimnàstic de Tarragona · España | 2.ª           | 2008-09       | 30    | 4     | 1     | 0     | ―      | ―      | 31    | 4     |
| Gimnàstic de Tarragona · España | Total club    | Total club    | 43    | 4     | 1     | 0     | 0      | 0      | 44    | 4     |
| Racing de Santander · España    | 1.ª           | 2009-10       | 23    | 1     | 6     | 1     | ―      | ―      | 27    | 2     |
| Racing de Santander · España    | 1.ª           | 2010-11       | 19    | 0     | 1     | 0     | ―      | ―      | 20    | 0     |
| Racing de Santander · España    | 1.ª           | 2011-12       | 34    | 1     | 2     | 0     | ―      | ―      | 36    | 1     |
| Racing de Santander · España    | Total club    | Total club    | 76    | 2     | 9     | 1     | 0      | 0      | 85    | 3     |
| Levante U. D. · España          | 1.ª           | 2012-13       | 32    | 0     | 0     | 0     | 9      | 1      | 41    | 1     |
| Levante U. D. · España          | 1.ª           | 2013-14       | 34    | 4     | 2     | 0     | ―      | ―      | 36    | 4     |
| Levante U. D. · España          | 1.ª           | 2014-15       | 19    | 0     | 0     | 0     | ―      | ―      | 19    | 0     |
| Levante U. D. · España          | Total club    | Total club    | 85    | 4     | 2     | 0     | 9      | 1      | 96    | 5     |
| R. C. D. Espanyol · España      | 1.ª           | 2015-16       | 30    | 3     | 2     | 0     | ―      | ―      | 32    | 3     |
| R. C. D. Espanyol · España      | 1.ª           | 2016-17       | 18    | 0     | 1     | 0     | ―      | ―      | 19    | 0     |
| R. C. D. Espanyol · España      | 1.ª           | 2017-18       | 5     | 0     | 2     | 0     | ―      | ―      | 7     | 0     |
| R. C. D. Espanyol · España      | Total club    | Total club    | 53    | 3     | 5     | 0     | 0      | 0      | 58    | 3     |
| S. D. Eibar · España            | 1.ª           | 2017-18       | 15    | 0     | ―     | ―     | ―      | ―      | 15    | 0     |
| S. D. Eibar · España            | 1.ª           | 2018-19       | 28    | 1     | 1     | 0     | ―      | ―      | 29    | 1     |
| S. D. Eibar · España            | 1.ª           | 2019-20       | 30    | 1     | 0     | 0     | ―      | ―      | 30    | 1     |
| S. D. Eibar · España            | 1.ª           | 2020-21       | 33    | 1     | 1     | 0     | ―      | ―      | 34    | 1     |
| S. D. Eibar · España            | Total club    | Total club    | 106   | 3     | 2     | 0     | 0      | 0      | 108   | 3     |
| U. D. Ibiza · España            | 2.ª           | 2021-22       | 25    | 0     | 2     | 0     | ―      | ―      | 27    | 0     |
| U. D. Ibiza · España            | 2.ª           | 2022-23       | 26    | 2     | 1     | 0     | ―      | ―      | 27    | 2     |
| U. D. Ibiza · España            | Total club    | Total club    | 51    | 2     | 3     | 0     | 0      | 0      | 54    | 2     |
| Total carrera                   | Total carrera | Total carrera | 451   | 21    | 27    | 1     | 9      | 1      | 487   | 23    |